# 高崎拓郎
高崎 拓郎（たかさき たくろう、1979年1月9日 - ）は、日本の俳優、元声優。北海道小樽市出身。KPR/開幕ペナントレース所属。

## 略歴
青二塾大阪校第17期生卒業。
かつては青二プロダクション、アイムエンタープライズに所属していた。
現在で声優業の活動する傍ら、俳優業を中心に活動している。

## 人物
方言は北海道弁。
趣味・スポーツはサルサダンス、スキー。特技は声楽、合唱。
資格は普通自動車免許。
座右の銘は「バルス」。

## 出演

### 舞台
- 2017年02月　あしたの魔女ョー［或いはRocky Macbeth］＠下北沢楽園 ※第27回下北沢演劇祭、TPAM参加作品
- 2016年11月　1969：A Space Odyssey？Oddity！＠CJ azit　※2016 ST_BOMB（韓国・ソウル）
- 2016年07月　1969：A Space Odyssey？Oddity！＠せんがわ劇場　※第7回せんがわ劇場演劇コンクール
- 2016年05月　1969：A Space Odyssey？Oddity！＠Thong Lor Art Space（タイ・バンコク）
- 2016年03月　1969：A Space Odyssey？Oddity！＠下北沢「劇」小劇場　※若手演出家コンクール2015
- 2016年02月　ROMEO and TOILET＠シアタートラム ※第4回世田谷区芸術アワード”飛翔”受賞者公演
- 2015年10月　1969：A Space Odyssey？Oddity！＠キャルダール劇場（チュニジア・チュニス）
- 2015年07月　1969：A Space Odyssey？Oddity！＠ダンフォー劇場（フランス・アヴィニョン）
- 2015年02月　1969：A Space Odyssey？Oddity！＠下北沢小劇場楽園
- 2014年12月　みつわ会 ＠六行会ホール『舵』『遊女夕霧』
- 2014年11月　フェスティバル/トーキョー14 ＠立会川『From the Sea』
- 2014年09月　ROMEO and TOILET＠相鉄本多劇場（横浜）
- 2014年09月　日本の近代戯曲研修セミナーin東京 ＠芸能花伝舎『藤十郎の恋』
- 2014年05月　宇宙三兄弟＠演劇専用小劇場BLOCH（札幌）
- 2014年04月　宇宙三兄弟＠下北沢小劇場楽園
- 2013年08月　King Lear, SADAHARU ーリア王貞治ー＠東京キネマ倶楽部
- 2013年07月　マクベス＠利賀芸術公園内リフトシアター ※利賀演劇人コンクール2013
- 2013年02月　GRECO-ROMAN HOLIDAY−SEASONⅡ−＠アサヒ・アートスクエア
- 2012年10月　GRECO-ROMAN HOLIDAY＠演劇専用小劇場BLOCH（札幌）
- 2012年09月　GRECO-ROMAN HOLIDAY＠下北沢小劇場楽園
- 2012年08月　あゝ、阿鼻叫喚 ＠コザ特設会場（沖縄）※主催：キジムナーフェスタ2012
- 2012年05月　物語シアター ＠伝承ホール『あらしのよるに』
- 2012年03月　アントンとチェーホフの桜の園−最終章−＠アサヒ・アートスクエア
- 2012年02月　アントンとチェーホフの桜の園＠下北沢「劇」小劇場 ※若手演出家コンクール2011
- 2011年09月　アントンとチェーホフの桜の園＠演劇専用小劇場BLOCH（札幌）
- 2011年08月　アントンとチェーホフの桜の園＠上野恩賜公園不忍池水上音楽堂
- 2011年02月　アントンとチェーホフの桜の園＠アサヒ・アートスクエア
- 2010年11月　ROMEO and TOILET＠演劇専用小劇場BLOCH（札幌）
- 2010年03月　ROMEO and TOILET＠シアターグリーンBOX in BOX Theater
- 2009年12月　ROMEO and TOILET帰国凱旋バージョン＠アサヒ・アートスクエア
- 2009年08月　ROMEO and TOILET＠Here Arts Centre（アメリカ・ニューヨーク）
- 2009年03月　振り返れば俺がいる＠遊空間がざびい
- 2008年10月　振り返れば俺がいる＠下北沢OFFOFFシアター
- 2008年05月　東京ラヴストーリー2008＠王子小劇場
- 2008年01月　世界でいちばん俺が好き＠下北沢OFFOFFシアター
- 2007年03月　恋してると言ってくれ＠渋谷ギャラリールデコ
- 2006年09月　東京ラヴストーリー＠アトリエセンティオ

### テレビアニメ
- FF：U 〜ファイナルファンタジー:アンリミテッド〜（2001年、異界の人A）
- 犬夜叉（2002年、村人）
- キン肉マンII世（2002年、クリオネマン）
- ONE PIECE（2002年、ブラーム、バロックワークスB、兵士、海賊）
- ケロロ軍曹（2004年、焼き芋屋）
- 機動戦士ガンダムAGE（2011年、ハンス・ルージ、男子生徒）
- リコーダーとランドセル ド♪（2012年、警官A）

### 劇場アニメ
- ONE PIECE THE MOVIE デッドエンドの冒険（2003年、ガスパーデ部下）

### OVA
- GUNDAM EVOLVE 2 RX-178 GUNDAM Mk-II（2001年、通信音声）

### ゲーム
- 学園都市 ヴァラノワール（エンオウ、ライオネル、スカーフェイス）
- キン肉マンII世 正義超人への道（クリオネマン）
- 剣豪2
- SIMPLE1500シリーズ THE テニス
- 帝国千戦記（PC版）（醜隗、赭川主、管常渇）

### ドラマCD
- Café吉祥寺で（強盗）

### 吹き替え
- 秘密のラジオ・ガール